# Alois Hörbiger

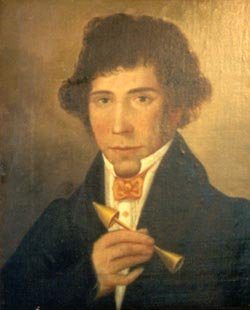
Alois Hörbiger mit einem Stimmhorn in der Hand

Alois Hörbiger (* 17. Februar 1810 in Thierbach (Gemeinde Wildschönau), Tirol (damals Königreich Bayern); † 7. Mai 1876 in Semlin (Österreich-Ungarn, heute Serbien)) war ein österreichischer Orgelbauer.

## Leben
Alois Hörbiger wurde als Sohn des gleichnamigen Vaters, Bauers auf dem Hörbiger Hof in der Wildschönau, und seiner Ehefrau Maria, geb. Sandbichler, geboren. Er ist der Großvater von Hanns Hörbiger, dem Begründer der Schauspielerdynastie Hörbiger. Nach einer kurzen Lehre bei dem Tiroler Orgelbaumeister Joseph Mitterer erlernte Hörbiger sein Handwerk autodidaktisch.
Ab 1830 arbeitete Hörbiger zunächst in Lienz, 1834 heiratete er in St. Daniel im Gailtal Victoria Bassina (später auch Wassina genannt), diese lernte er kennen, als er kurz seine Werkstatt in Dellach aufschlug, um die Orgeln in St. Daniel und Dellach instand zu setzen. Zehn Jahre später zog er in die untersteirische Stadt Cilli (heute Celje in Slowenien). Seine nächste Station war 1855 Atzgersdorf bei Wien und die letzten zehn Jahre seines Lebens verbrachte er in Werschetz im Banat.
In seiner Wiener Zeit entwickelte Hörbiger für die Weltausstellung in Paris das Harmonikon, eine Verbindung von Harmonium und Orgel. Auf der Londoner Ausstellung wurde seine Vox humana gezeigt, er erhielt dafür von Kaiser Franz Joseph I. die Große goldene Medaille für Kunst und Wissenschaft.
1856 erweiterte Alois Hörbiger die 1827 von Christoph Erler erbaute Orgel der Pfarrkirche Grinzing um drei Register. Diese Orgel wurde 1997 von Peter Maria Kraus restauriert. 1859 baute Alois Hörbiger eine kleine Orgel für Poysbrunn im niederösterreichischen Weinviertel. Im Jahre 2009 wurde die Orgel renoviert, neu eingeweiht, und zählt damit zu den wenigen erhaltenen Werken des Tiroler Orgelbauers. Auch die große Orgel der Pfarrkirche Altlerchenfeld wurde 1860 von Hörbiger in einem Gehäuseentwurf von Eduard van der Nüll erbaut, vermutlich sein größtes Werk. Dieses Instrument wurde jedoch 1965 durch Philipp Eppel im Sinne des Neobarock umgebaut und klanglich verändert.

## Werke (Auszug)
Alois Hörbiger schuf mehr als 60 Orgeln, darunter
| Jahr | Ort                             | Gebäude                                         | Bild | Manuale | Register | Bemerkungen                                          |
| ---- | ------------------------------- | ----------------------------------------------- | ---- | ------- | -------- | ---------------------------------------------------- |
| 1829 | Thierbach (Wildschönau)         | Pfarrkirche Thierbach                           |      | I/P     | 8        | nicht erhalten, Orgel aus 1909 von Josef Sapl        |
| 1836 | Watschig                        | Toleranzbethaus Watschig                        |      | I/P     | 8        | [ 5 ]                                                |
| 1837 | Oberlienz                       | Pfarrkirche Oberlienz                           |      | II/P    | 20       |                                                      |
| 1842 | Cilli                           | Pfarrkirche                                     |      | II/P    | 23       |                                                      |
| 1842 | Graz                            | Welsche Kirche                                  |      | II/P    | 16       |                                                      |
| 1844 | Windischgräz                    |                                                 |      | II/P    | 19       |                                                      |
| 1847 | Ober(n)burg                     | Kathedrale                                      |      |         |          |                                                      |
| 1848 | Sankt Michael in Obersteiermark | Pfarrkirche St. Michael                         |      | I/P     |          |                                                      |
| 1849 | Wien-Meidling                   | Meidlinger Pfarrkirche                          |      | II/P    | 22       | nicht erhalten, 1932 abgetragen                      |
| 1852 | Mureck                          | Pfarrkirche Mureck                              |      | II/P    | 15       |                                                      |
| 1853 | Wien-Leopoldstadt               | Pfarrkirche Johann Nepomuk in Wien-Leopoldstadt |      | II/P    | 30       | nicht erhalten                                       |
| 1857 | Wien-Grinzing                   | Pfarrkirche Grinzing                            |      |         |          | Erweiterung des Orgelwerkes von Christoph Erler 1829 |
| 1859 | Poysbrunn                       | Pfarrkirche Poysbrunn                           |      | I/P     | 8        | [ 6 ]                                                |
| 1860 | Wien-Neubau                     | Altlerchenfelder Pfarrkirche                    |      | II/P    | 42       | [ 7 ]                                                |

weiters:
- 1867 – San Pasquale Baylon in Triest
- 1870/1871 – Werschetz